# Lyssomanes devotoi
Lyssomanes devotoi là một loài nhện trong họ Salticidae.
Loài này thuộc chi Lyssomanes. Lyssomanes devotoi được Cândido Firmino de Mello-Leitão miêu tả năm 1917.